# フィレンバッハ
フィレンバッハ (ドイツ語: Villenbach) は、ドイツ連邦共和国バイエルン州シュヴァーベン行政管区のディリンゲン・アン・デア・ドナウ郡に属す町村（以下、本項では便宜上「町」と記述する）である。この町はヴェルティンゲン行政共同体に属している。

## 地理
この町は、アウクスブルク地方に位置している。フィレンバッハ地区とハウゼン地区はツーザム川沿いにある。
この町は11のゲマインデタイル（村落、集落、開墾地などの小地区）からなる。
| - ボイラーホーフ - ボイラーミューレ - デムハルトヘーフェ - ハウゼン | - ハウゼナー・ミューレ - リートゼント - リシュガウ - シュランクバウムミューレ | - フィレンバッハ - ヴェンゲン（ザンクト・ミヒャエルを含む） - ヴィースミューレ |

この町は、リートゼント、フィレンバッハ、ヴェンゲンの3つのゲマルクング（合併前の旧自治体にあたる地区）に分けられる。

## 歴史

### 自治体の成立まで
フィレンバッハ、アウクスブルク聖堂参事会寮に属し、ツーザムアルトハイム上級代官所の管轄下に置かれていた。1802年/1803年の世俗化以降この町はバイエルン領となった。

### 町村合併
バイエルン州の地域再編に伴い、1978年5月1日にリートゼント、ヴェンゲン、および廃止されたヘーグナーバッハ町のリシュガウがこの町に合併した。

## 住民

### 人口推移
| 年         | 1961  | 1970  | 1987  | 1991  | 1995  | 2000  | 2005  | 2010  | 2015  | 2020  |
| ---------- | ----- | ----- | ----- | ----- | ----- | ----- | ----- | ----- | ----- | ----- |
| 人口（人） | 1,126 | 1,098 | 1,062 | 1,109 | 1,145 | 1,201 | 1,265 | 1,249 | 1,269 | 1,315 |

1988年から2018年までの間にこの町の人口は1066人から1271人へ、205人、約 19.2 % 増加した。

## 行政

### 首長
ヴェルナー・フィルブリヒ (Freie Wählergemeinschaften) は2014年5月から第1町長を務めている。彼は、2020年3月15日の選挙で 91.5 % の支持票を獲得してさらに6年の任期を得た。

### 議会
フィレンバッハの町議会は、12議席の議員と町長で構成されている。

### 財政
2022年のこの町の税収は1,288,000€であった。

### 紋章
図柄: 赤地に正面を向いた銀の牛の頭部。

## 文化と見どころ

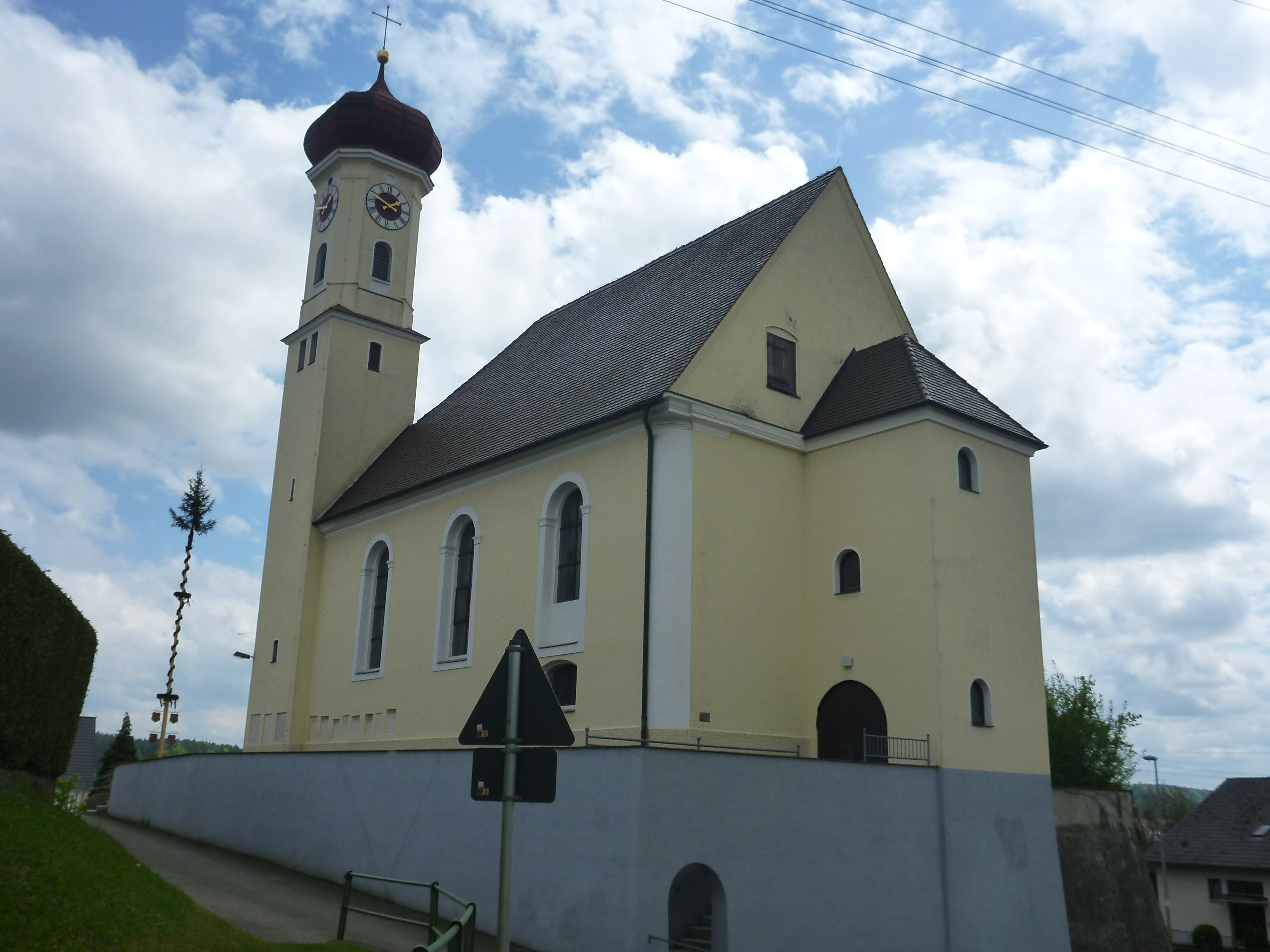
聖ヤコブス教区教会

### 見どころ
- カトリックの聖ヤコブス教区教会

## 経済と社会資本

### 経済
2022年現在フィレンバッハでは71人の社会保険支払い義務のある就労者が製造業に従事している。この町に住む社会保険支払い義務のある就労者は613人である。したがって、この町から他の市町村へ通勤する就労者は、他の市町村からこの町へ通勤する就労者よりも542人多い。2020年、この町には22軒の農家があった。農業用地は 946 ha で、このうち 703 ha が農耕地、243 ha が牧草地などの緑地である。

### 教育
この町には以下の教育施設がある。
- 児童施設 1箇所: 定員80人に対して61人の児童が在籍している[13]。